# Arnau (sèrie de televisió)
Arnau és una minisèrie dirigida per Lluís Maria Güell basada en la llegenda del Comte Arnau, emesa a TV3 l'any 1994; el 2001 se'n va fer una reposició.
Originalment concebuda per a projectar-se en tres episodis de 90 minuts, finalment es va passar per televisió dividida en cinc parts.
La sèrie va ésser rodada en pel·lícula cinematogràfica i en bona part en escenaris naturals catalans i aragonesos. El tema dels crèdits, "Arnau", és cantat pel mateix Carles Sabater.

## Argument
La història transcorre al segle xi, quan els comtats catalans d'ambdós costats dels Pirineus després de no renovar el jurament de fidelitat amb el rei franc es troben en plena expansió cap al sud i combatent contra l'aliança musulmana formada per amazics, muladís autòctons i àrabs.
Arnau és un noble cristià, valent i fidel a les seves idees, el preferit del Comte de Barcelona, i es trobarà enmig de passions amoroses i aferrissades lluites pel poder.
En ésser capturat pels sarraïns s'enamora de la filla d'una bruixa, amb qui fugirà en veure's injuriat pels sa germana i son cunyat, que volen enfonsar-lo. En el camí els ajudaran un jove escuder i un músic, però durant una lluita Arnau mor.

## Repartiment

### Personatges principals
- Pere Arquillué: Comte Arnau
- Jaume Valls: Odalric
- Carme Elias: Sància
- Sílvia Munt: Garsa
- Ariadna Gil: Elna
- Pepa López: Agra
- Joan Borràs: abat Ató
- Enric Arredondo: Hilari
- Pep Cruz: Tobies
- Santi Ricart: Bernat
- Rosa Novell: abadessa Udalgarda
- Imanol Arias: Yazid
- Fernando Rey: Comte de Barcelona
- Josep Maria Pou: Comte de Barcelona

### Altres personatges
- Jordi Bosch: Guillem
- Abel Folk: Mamburg
- Carles Sabater: Ermengol
- Roser Batalla
- Susana Goulart
- Jordi Mollà
- Albert Pérez
- Quimet Pla
- Rosa Renom
- Lluís Soler
- Artur Trias
- Francesc Orella
- Pep Ferrer

## Equip tècnic
- Direcció de la sèrie: Lluís Maria Güell
- Guió: Xesc Barceló, Doc Comparato
- Música original: Lluís Llach,[cal citació] Joan Albert Amargós[1]
- Tema principal ("Arnau") cantat per Carles Sabater

## Premis
- Nominada al Festival de Televisió de Montecarlo
- Finalista al Festival de Nova York
- Premi de Videografia i Cinematografia de la Generalitat de Catalunya al millor realitzador
- Premi de l'Institut de les Lletres Catalanes al millor guió